# Mercedes-Benz CLE-Клас
Mercedes-Benz CLE-Клас — модель автомобіля, яка складається з купе C236 і кабріолета A236 та була випущена в 2024 році.
Також планується випуск потужних моделей Mercedes-AMG CLE 53 і CLE 63.

## Огляд

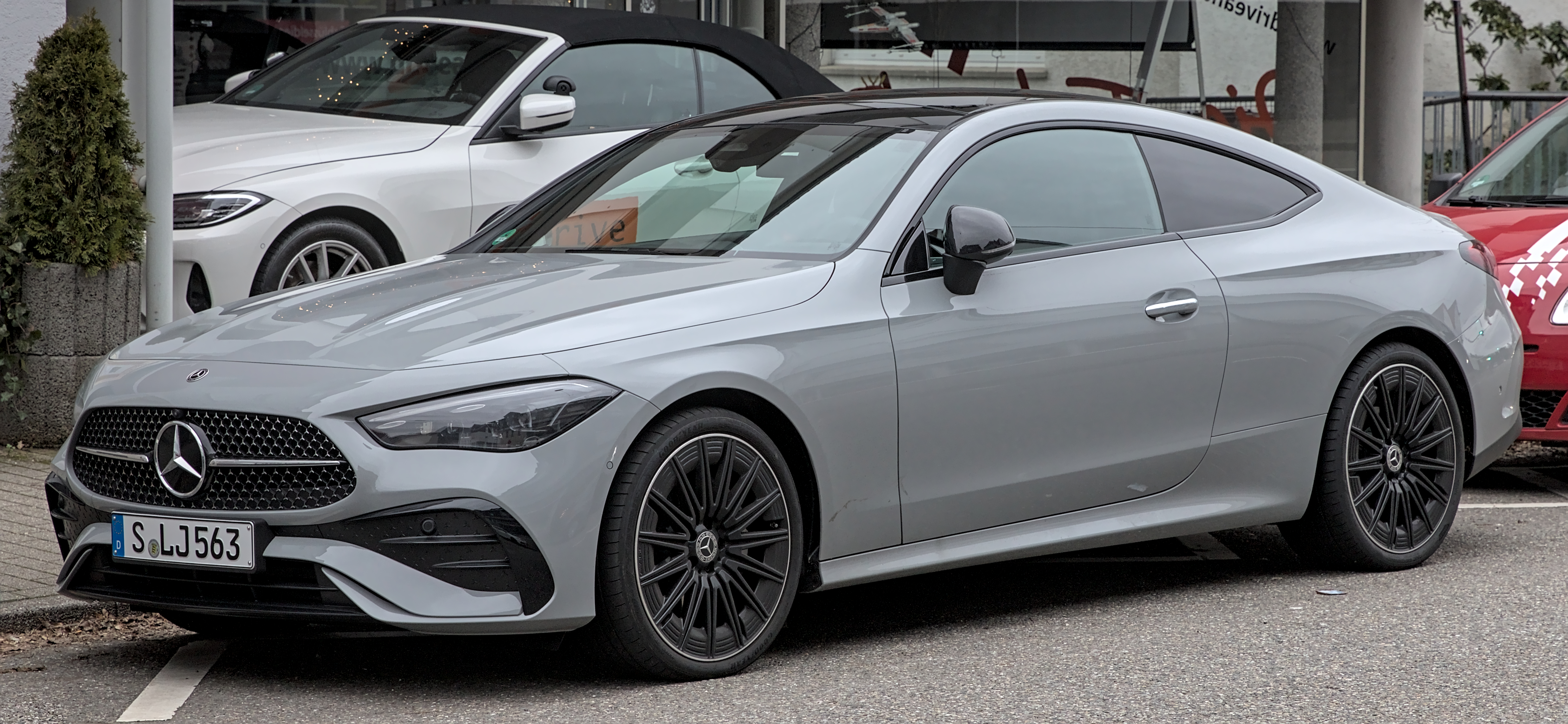
Mercedes-Benz CLE 300 (C236)

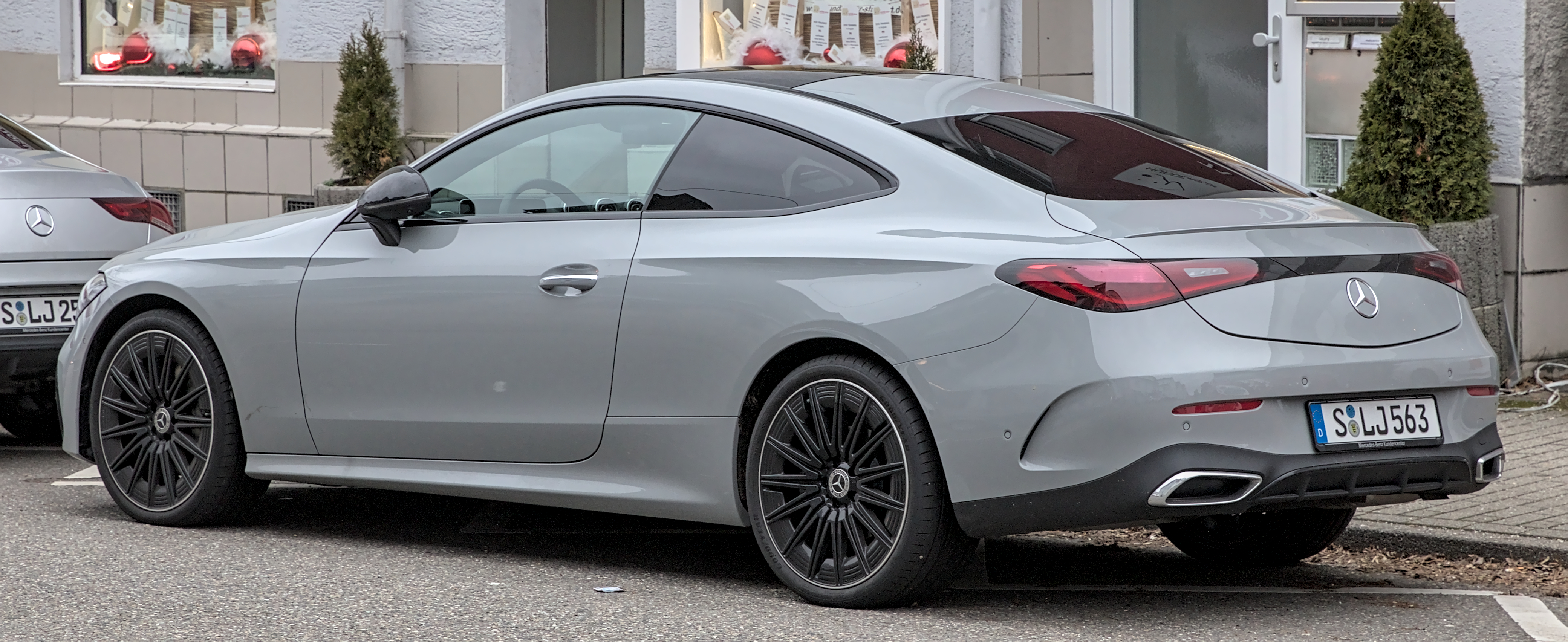
Mercedes-Benz CLE 300 (C236)

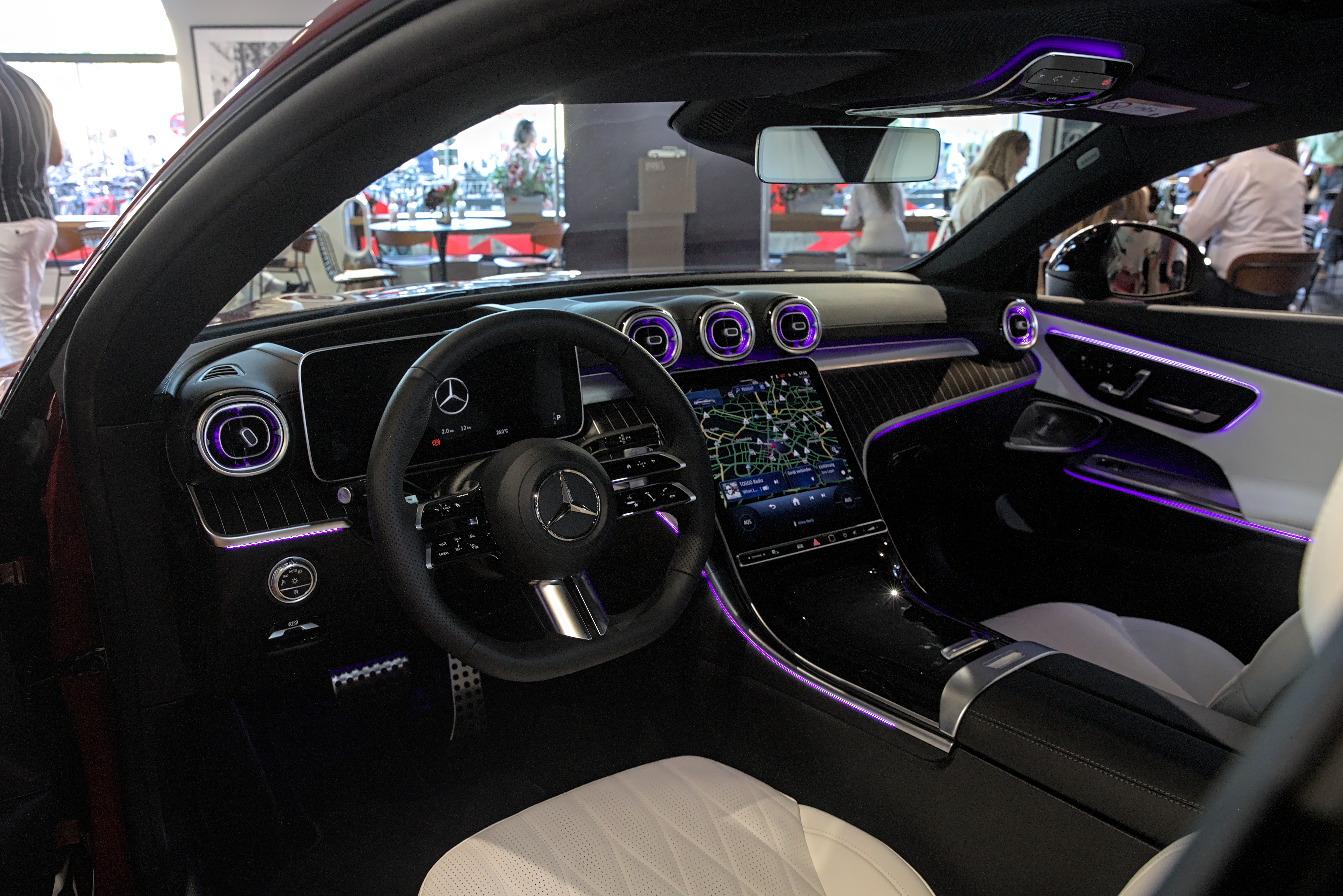

CLE Coupe збирається замінити як C-Класу, так і E-Класу як частину прагнення Mercedes оптимізувати свій модельний ряд.
Буде представлена у формі купе в липні 2023 року, до запланованого початку продажів у Північній Америці в 2024 році. Поряд з купе CLE наступного року Mercedes-Benz також збирається випустити кабріолет CLE з традиційним тканинним дахом.
Він має заокруглену односмугову решітку з стільниковою сітчастою вставкою та супроводжується фарами C-Класу та спортивними повітрозабірниками. Задня частина включає світлодіодні задні ліхтарі та кутовий багажник із вбудованим спойлером. Також є вигнутий бампер, який не має вирізів для вихлопу.
Модель базується на C-Класі та матиме подібний інтер’єр із 12,3-дюймовою цифровою панеллю приладів, а також 11,9-дюймовою інформаційно-розважальною системою.
Варіанти двигунів також однакові з C-Класом, тобто 2,0-літровий чотирициліндровий двигун M254 з турбонаддувом, що розвиває 255 к.с. (190 кВт) і крутний момент  400 Н⋅м. До нього потім приєднався CLE 450 з 3,0-літровим турбованим шестицилітдровим двигуном M256, який розвиває 402 к.с. (300 кВт) і 500 Н⋅м крутного моменту.

## Двигуни

### Бензинові
- 2.0 л M 254 E20 DEH LA І4 204 + 23 к.с. 320 Нм (CLE200)
- 2.0 л M 254 E20 DEH LA І4 258 + 23 к.с. 400 Нм (CLE300)
- 3.0 л M 256 E30 DEH LA І6 381 к.с. + 23 к.с. 500 Нм (CLE450)
- 3.0 л M 256 E30 DEH LA І6 449 к.с. + 23 к.с. 600 Нм (AMG CLE53)
- 4.0 л M 177 DE 40 AL V8 585 к.с. + 23 к.с. (AMG CLE63)

### Plug-in hybrid
- 2.0 л M 254 E20 DEH LA І4 204 + 129 к.с. 550 Нм (CLE300e)

### Дизельні
- 2.0 л OM 654 D20 R SCR І4 197 к.с. + 23 к.с. 440 Нм (CLE220d)
- 3.0 л OM 656 D29 R SCR І6 265 к.с. + 23 к.с. 650 Нм (CLE300d)